# Francisco Tarantino
Francisco Javier Tarantino Uriarte (Bermeo, 26 giugno 1984) è un ex calciatore spagnolo di origini basche, di ruolo difensore.

## Caratteristiche tecniche
Terzino sinistro, può giocare anche come difensore centrale.
Nel 2001 è stato inserito nella lista dei migliori calciatori stilata da Don Balón.

## Palmarès

### Nazionale
- Campionato mondiale Under-16: 1

2001
- Giochi del Mediterraneo: 1

 2005